# Noerdange
Noerdange (franska) (luxemburgiska: Näerden lyssna (fil), tyska: Nördingen/Noerdingen) är en ort i kantonen Redange i västra Luxemburg. Den ligger i kommunen Beckerich, cirka 20,5 kilometer nordväst om staden Luxemburg. Orten har 625 invånare (2022).